# Ischnocnema juipoca
Ischnocnema juipoca är en groddjursart som först beskrevs av Sazima och Cardoso 1978.  Ischnocnema juipoca ingår i släktet Ischnocnema och familjen Brachycephalidae. IUCN kategoriserar arten globalt som livskraftig. Inga underarter finns listade i Catalogue of Life.